# Samtgemeinde Altes Amt Ebstorf

Lage der Samtgemeinde im Landkreis Uelzen

Die Samtgemeinde Altes Amt Ebstorf war eine Samtgemeinde inmitten der Lüneburger Heide im Landkreis Uelzen, Niedersachsen. Zum 1. November 2011 schlossen sich die Samtgemeinden Altes Amt Ebstorf und Bevensen zur Samtgemeinde Bevensen-Ebstorf zusammen.

## Gliederung
Die Samtgemeinde Altes Amt Ebstorf bestand aus den Gemeinden
- Ebstorf (Flecken)
- Hanstedt
- Natendorf
- Schwienau
- Wriedel

Ihr Sitz war in Ebstorf.

## Politik
Der Samtgemeinderat hatte 26 Sitze. Letzter Samtgemeindebürgermeister war Torsten Wendt (parteilos).